# Woltersum
Woltersum (en groningois : Woltersom) est un village de la commune néerlandaise de Groningue, situé dans la province de Groningue.

## Géographie
Le village est situé près de Ten Boer, au bord du canal de l'Ems, à 12 km au nord-est de Groningue.

## Histoire
Woltersum fait partie de la commune de Ten Boer avant le 1er janvier 2019, quand celle-ci est rattachée à Groningue.

## Démographie
Le 1er janvier 2019, le village comptait 365 habitants.